# Evert Vilhelm Taube
Evert Vilhelm Taube af Odenkat, född 8 september 1737, död 15 augusti 1799 i Karlsbad i Österrike-Ungern, var en svensk friherre och militär samt Gustav III:s gunstling. Han var kusin till Hedvig Taube.

## Biografi
Taube började sin militära karriär som löjtnant i pommerska kriget och uppmärksammades där av J.M. Sprengtporten som befordrade honom till kapten vid Lätta dragonerna 1770. Genom den roll som de spelade vid Gustav III:s statsvälvning 1772 blev han befordrad till major och Lätta dragonerna fick status av kungligt livgarde i Stockholm.
I sin tjänst var han även kungens kammarherre och vann snart dennes förtroende. Karriären pekade uppåt och 1775 blev han chef för Lätta dragonerna med överstelöjtnants grad, 1777 överste, 1782 generalmajor och 1783 överstekammarjunkare. Han följde med på Gustav III:s stora rundresa i Europa 1783–84. Taube hade ett förhållande med friherrinnan Örnsköld som hjälpte honom fram vid hovet.
Under det svensk-ryska kriget 1788–1790 var han tvungen att dra i fält och blev också lindrigt sårad. I samband med de stora brytningarna i hovet förblev Taube, till skillnad från de flesta andra i de inre kretsarna, kungen trogen och steg därför än mer i gunst. 1789 råkade han befinna sig i Aachen och sände därifrån upplysningar till kungen om den franska revolutionen, vilket kom att bli inledningen till en diplomatisk karriär. 1790 blev han generallöjtnant och deltog 1791 i Aachen aktivt tillsammans med kungen i att planera den franske kungens flykt. Vid Gustav III:s död blev Taube ledare för utrikesärenden i den ministär som tillsattes. Han begärde dock avsked 1792, förmodligen för att han inte var enig med hertig Karl och Gustaf Mauritz Armfelt om deras franska politik, men det kom aldrig till öppen konflikt.
Taubes ställning som gunstling förblev orubbad ännu under Gustav IV Adolfs tid på tronen. Bland annat fick han förtroendet att för kungens del 1797 resa till Baden och anhålla om prinsessan Fredrikas hand. 1798 reste han till Tyskland, tillsammans med änkegrevinnan Sophie Piper som han hade ett förhållande med. Han avled följande år i Karlsbad. Han testamenterade stora delar av sin kvarlåtenskap till sin gamle vän Axel von Fersen d.y., Sophie Pipers bror. Närvarande vid begravningen var bland annat von Fersen, Gustaf Armfelt, häradshövdingen Rydeberg och Hertiginnan av Kurland. Taube blev gravsatt vid hertiginnans gods i Löbichau.  